# Jadwiga Piekarska
Jadwiga Maria Piekarska ps. „Basia” (ur. 4 czerwca 1904 w Radomiu, zm. 4 września 1944 w Warszawie) – starszy sierżant Wojska Polskiego, uczestniczka kampanii wrześniowej i powstania warszawskiego, pośmiertnie awansowana na kapitana.

## Życiorys
Jadwiga Maria Piekarska urodziła się w Radomiu i była córką Józefa i Marii Konstancji z domu Okulska. W 1927 roku uzyskała maturę w Radomiu, a w 1928 ukończyła kurs obsługi aparatury Hughesa w Centrum Wyszkolenia Wojsk Łączności w Zegrzu. Do wybuchu wojny pracowała w Urzędzie Telekomunikacyjnym w Warszawie przy ul. Nowogrodzkiej. Od 8 września 1939 roku zmobilizowana pracowała jako juzistka w Sztabie Naczelnego Wodza, a po opuszczeniu Warszawy przez Sztab w Dowództwie Obrony Warszawy. Wprowadzona do konspiracji przez Janinę Karasiównę „Bronkę”.
W tych latach straciła siostrę Zofię i brata Jana (zostali zamordowani przez Niemców). W konspiracji pełniła od października do śmierci funkcję kierowniczki kilkuosobowej komórki łączności osobistej kolejnych komendantów głównych Służby Zwycięstwu Polski-Związku Walki Zbrojnej-Armii Krajowej: gen. Michała Karaszewicza-Tokarzewskiego, gen. Stefana Roweckiego „Grota” i gen. Tadeusza Komorowskiego „Bora”. Do wykonywanych przez nią obowiązków należały sprawy łączności i poczty sekretariatu komendanta głównego oraz sekretariatu bezpośrednio z nim związanych oddziałów sztabu, odpowiedzialność za lokal codziennej pracy komendanta oraz czuwanie nad wewnętrznym bezpieczeństwem lokali roboczych. Była również odpowiedzialna za dyscyplinę konspiracyjną i zachowanie tajemnicy organizacyjnej w podległej komórce.
W powstaniu warszawskim pozostawała od 1 do 6 sierpnia w pierwszym miejscu postoju w fabryce Braci Kamler przy ul. Pawiej 69 przy osobie dowódcy AK gen. Komorowskim. Kilkakrotnie przedzierała się przez miasto dla nawiązania osobiście łączności między dowództwem a innymi oddziałami sztabu i jednostkami walczącymi. W następnym miejscu postoju KG w budynku szkoły przy ul. Barokowej na Starym Mieście znajdowała się od 6 do 26 sierpnia. W nocy z 25 na 26 sierpnia wraz z dowódcą AK i Delegatem Rządu opuściła Stare Miasto przechodząc kanałami do Śródmieścia. Zginęła 4 września podczas bombardowania (bomba przez szyb windy wpadła do podziemi) gmachu PKO (ul. Jasna 9, róg Świętokrzyskiej) przez lotnictwo niemieckie.

## Ordery i odznaczenia
- Krzyż Srebrny Orderu Virtuti Militari – rozkaz dowódcy AK nr 512 z 2 X 1944, nr krzyża 13102[4]
- Krzyż Walecznych – dwukrotnie 1944
- Złoty Krzyż Zasługi z Mieczami – pośmiertnie 1.10.1944